# 伊薩爾科
伊薩爾科（西班牙語：Izalco），是薩爾瓦多的城鎮，位於該國西部，由松索納特省負責管轄，面積175.90平方公里，海拔高度389米，2007年人口70,959，人口密度每平方公里403.41人。
13°44′N 89°40′W / 13.733°N 89.667°W